# Maude George
Pour les articles homonymes, voir George.
Maude George est une actrice et scénariste américaine née le 15 août 1888 à Riverside (Californie) et morte le 10 octobre 1963 à Los Angeles (Californie).
Elle fut l'épouse d'Arthur Forde, dont elle divorça en 1918, puis de Frank Passmore de 1927 à sa mort.

## Filmographie

### Comme actrice
- 1915 : Both Sides of Life, de Robert Z. Leonard et Lynn Reynolds : Blanche
- 1916 : The Pool of Flame, d'Otis Turner : Princesse Karan
- 1916 : Hulda the Silent, d'Otis Turner : Thelma Johnson
- 1916 : A Son of the Immortals
- 1917 : Even As You and I de Lois Weber
- 1918 : L'Homme aux yeux clairs ('Blue Blazes' Rawden), de William S. Hart
- 1918 : The Marriage Ring, de Fred Niblo : Aho
- 1920 : Madame X, de Frank Lloyd : Marie
- 1920 : Les Passe-partout du diable (The Devil's Passkey ou The Devil's Pass Key), d'Erich von Stroheim : Mme Mallot
- 1922 : Folies de femmes (Foolish Wives), d'Erich von Stroheim : Princesse Olga Petchnikoff
- 1922 : Monte Cristo, d'Emmett J. Flynn
- 1923 : Les Chevaux de bois (Merry-Go-Round), d'Erich von Stroheim : Madame Elvira
- 1923 : Sous la terre meurtrie (Six Days) de Charles Brabin
- 1926 : The Love Toy, d'Erle C. Kenton : La dame d'honneur
- 1927 : Altars of Desire de Christy Cabanne
- 1928 : The Garden of Eden de Lewis Milestone
- 1928 : La Symphonie nuptiale (The Wedding March), d'Erich von Stroheim : Princesse Maria
- 1928 : La Femme de Moscou (The Woman from Moscow) de Ludwig Berger
- 1928 : After the Storm de George B. Seitz

### Comme scénariste
- 1917 : The Fighting Gringo, de Fred A. Kelsey
- 1917 : Mary from America, de Douglas Gerrard